# Elimia troostiana
Elimia troostiana är en snäckart som först beskrevs av I. Lea 1838.  Elimia troostiana ingår i släktet Elimia och familjen Pleuroceridae. IUCN kategoriserar arten globalt som akut hotad. Inga underarter finns listade i Catalogue of Life.